# НХЛ у сезоні 1940—1941
НХЛ у сезоні 1940/1941 — 24-й регулярний чемпіонат НХЛ. Сезон стартував 2 листопада 1940. Закінчився фінальним матчем Кубка Стенлі 12 квітня 1941 між Бостон Брюїнс та Детройт Ред-Вінгс перемогою «Брюїнс» 3:1 в матчі та 4:0 в серії. Це третя перемога в Кубку Стенлі Бостона.

## Підсумкова турнірна таблиця
| # | Команда            | І  | В  | П  | Н  | ШЗ  | ШП  | Очки |
| - | ------------------ | -- | -- | -- | -- | --- | --- | ---- |
| 1 | Бостон Брюїнс      | 48 | 27 | 8  | 13 | 168 | 102 | 67   |
| 2 | Торонто Мейпл-Ліфс | 48 | 28 | 14 | 6  | 145 | 99  | 62   |
| 3 | Детройт Ред-Вінгс  | 48 | 21 | 16 | 11 | 112 | 102 | 53   |
| 4 | Нью-Йорк Рейнджерс | 48 | 21 | 19 | 8  | 143 | 125 | 50   |
| 5 | Чикаго Блек Гокс   | 48 | 16 | 25 | 7  | 112 | 139 | 39   |
| 6 | Монреаль Канадієнс | 48 | 16 | 26 | 6  | 121 | 147 | 38   |
| 7 | Нью-Йорк Амеріканс | 48 | 8  | 29 | 11 | 99  | 186 | 27   |

## Найкращі бомбардири
| Гравець        | Команда            | І  | Г  | П  | О  | ШХ |
| -------------- | ------------------ | -- | -- | -- | -- | -- |
| Білл Коулі     | Бостон Брюїнс      | 46 | 17 | 45 | 62 | 16 |
| Браян Гекстолл | Нью-Йорк Рейнджерс | 48 | 26 | 18 | 44 | 16 |
| Горді Дріллон  | Торонто Мейпл-Ліфс | 42 | 23 | 21 | 44 | 2  |
| Сіл Еппс       | Торонто Мейпл-Ліфс | 41 | 20 | 24 | 44 | 6  |
| Сід Гоу        | Детройт Ред-Вінгс  | 48 | 20 | 24 | 44 | 8  |
| Лінн Патрик    | Нью-Йорк Рейнджерс | 48 | 20 | 24 | 44 | 12 |
| Ніл Колвілл    | Нью-Йорк Рейнджерс | 48 | 14 | 28 | 42 | 28 |
| Едді Вайзмен   | Бостон Брюїнс      | 47 | 16 | 24 | 40 | 10 |
| Боббі Бауер    | Бостон Брюїнс      | 48 | 17 | 22 | 39 | 2  |
| Рой Конахер    | Бостон Брюїнс      | 41 | 24 | 14 | 38 | 7  |

## Плей-оф

### Попередній раунд
| - 20 березня. Н-Й Рейнджерс - Детройт 1:2 ОТ - 22 березня. Детройт - Н-Й Рейнджерс 1:3 - 24 березня. Н-Й Рейнджерс - Детройт 2:3 Серія: Детройт - Н-Й Рейнджерс 2-1 | - 22 березня. Монреаль - Чикаго 1:2 - 24 березня. Чикаго - Монреаль 3:4 2ОТ - 26 березня. Монреаль - Чикаго 2:3 Серія: Чикаго - Монреаль 2-1 |

### Півфінали
| - 20 березня. Торонто - Бостон 0:3 - 22 березня. Торонто - Бостон 5:3 - 25 березня. Бостон - Торонто 2:7 - 27 березня. Бостон - Торонто 2:1 - 29 березня. Торонто - Бостон 2:1 ОТ - 1 квітня. Бостон - Торонто 2:1 - 3 квітня. Торонто - Бостон 1:2 Серія: Бостон - Торонто 4-3 | - 27 березня. Чикаго - Детройт 1:3 - 30 березня. Детройт - Чикаго 2:1 Серія: Детройт - Чикаго 2-0 |

### Фінал
- 6 квітня. Детройт - Бостон 2:3
- 8 квітня. Детройт - Бостон 1:2
- 10 квітня. Бостон - Детройт 4:2
- 12 квітня. Бостон - Детройт 3:1

Серія: Бостон - Детройт 4-0
Найкращий бомбардир плей-оф
| Гравець    | Клуб   | І  | Г | П | О  |
| ---------- | ------ | -- | - | - | -- |
| Мілт Шмідт | Бостон | 11 | 5 | 6 | 11 |

## Призи та нагороди сезону
| Нагороди                 | Гравець       | Команда            |
| ------------------------ | ------------- | ------------------ |
| Пам'ятний трофей Колдера | Джонні Квілті | Монреаль Канадієнс |
| Пам'ятний трофей Гарта   | Білл Коулі    | Бостон Брюїнс      |
| Приз Леді Бінг           | Боббі Бауер   | Бостон Брюїнс      |
| Трофей Везини            | Турк Брода    | Торонто Мейпл-Ліфс |

| Нагорода               | Клуб              |
| ---------------------- | ----------------- |
| Приз принца Уельського | Бостон Брюїнс     |
| Приз О'Брайна          | Детройт Ред-Вінгс |
| Кубок Стенлі           | Бостон Брюїнс     |

## Команда всіх зірок
| Перша команда                       | Позиція              | Друга команда                           |
| ----------------------------------- | -------------------- | --------------------------------------- |
| Турк Брода, Торонто Мейпл-Ліфс      | Воротар              | Френк Брімсек, Бостон Брюїнс            |
| Діт Клеппер, Бостон Брюїнс          | Захисник             | Ерл Зайберт, Чикаго Блек Гокс           |
| Воллі Становскі, Торонто Мейпл-Ліфс | Захисник             | Ергарт (Отт) Геллер, Нью-Йорк Рейнджерс |
| Білл Коулі, Бостон Брюїнс           | Центральний нападник | Сіл Еппс, Торонто Мейпл-Ліфс            |
| Браян Гекстолл, Нью-Йорк Рейнджерс  | Правий нападник      | Боббі Бауер, Бостон Брюїнс              |
| Свіні Шрінер, Торонто Мейпл-Ліфс    | Лівий нападник       | Вуді Дюмарт, Бостон Брюїнс              |
| Куні Вейленд, Бостон Брюїнс         | Тренер               | Дік Ірвін, Монреаль Канадієнс           |

## Тренери
- Бостон Брюїнс: Куні Вейленд
- Чикаго Блек Гокс: Пол Томпсон
- Детройт Ред-Вінгс: Джек Адамс
- Монреаль Канадієнс: Дік Ірвін
- Нью-Йорк Амеріканс: Арт Чепмен
- Нью-Йорк Рейнджерс: Френк Буше
- Торонто Мейпл-Ліфс: Геп Дей

## Дебютанти сезону
Список гравців, що дебютували цього сезону в НХЛ.
- Макс Бентлі, Чикаго Блек Гокс
- Джон Маріуччі, Чикаго Блек Гокс
- Джо Карвет, Детройт Ред-Вінгс
- Елмер Лак, Монреаль Канадієнс
- Кен Ріардон, Монреаль Канадієнс
- Джонні Квілті, Монреаль Канадієнс
- Чак Рейнер, Нью-Йорк Амеріканс
- Білл Джузда, Нью-Йорк Рейнджерс

## Завершили кар'єру
Список гравців, що завершили виступати в НХЛ.
- Жорж Манта, Монреаль Канадієнс
- Гулі Сміт, Нью-Йорк Амеріканс
- Чарлі Конахер, Нью-Йорк Амеріканс
- Дейв Керр, Нью-Йорк Рейнджерс